# Perpignan–Rivesaltes repülőtér
A Perpignan–Rivesaltes repülőtér (IATA: PGF, ICAO: LFMP) egy nemzetközi repülőtér Franciaországban, Perpignan közelében. Éves utasforgalma 415 904 fő (2022).

## Légitársaságok és úticélok
2024-ben a Perpignan–Rivesaltes repülőtérről az alábbi járatok indulnak:
| Légitársaság        | Célállomások                                                                         |
| ------------------- | ------------------------------------------------------------------------------------ |
| Aer Lingus          | Szezonális: Dublin                                                                   |
| ASL Airlines France | Szezonális: Oran                                                                     |
| Ryanair             | Agadir, Charleroi, Marrakesh Szezonális: Birmingham, Leeds/Bradford, London–Stansted |
| Transavia           | Párizs–Orly                                                                          |
| Volotea             | Szezonális: Lille, Nantes                                                            |

## Futópályák
A repülőtér futópályái:
- 15/33 (2500 m, 8202 ft, 45 m, 148 ft, aszfalt)
- 13/31 (1265 m, 4150 ft, 25 m, 82 ft, aszfalt)

## Forgalom
Az utasforgalom az elmúlt években az alábbi módon változott:
| Utasok száma | 425 657 | 528 289 | 468 898 | 428 811 | 458 023 | 370 565 | 353 872 | 376 609 | 447 084 | 415 904 |
|              | 1997    | 2000    | 2003    | 2005    | 2008    | 2011    | 2014    | 2016    | 2019    | 2022    |